# كاراكا داغ
كاراكا (بالكردية: قه‌ره‌ژداخ ,Qerejdax) هو بركان درعي هامد بتركيا

## الوصف
بركان هامد يفصل بين حوض ديار بكر وهضبة سانليورفا في اتجاه الشمال والجنوب، تقريبًا في منتصف منطقة جنوب شرق الأناضول بتركيا. أعلى مكان له 1952 م. بركان كاراكاداغ هو بركان درعي يتكون من الحمم السائلة، ويبلغ قطره 120 كم ومساحته 8 000 كم2. لديها منحدر منخفض للغاية 2 ٪. يتكون من الحمم البازلتية. وقعت الانفجارات في ثلاث فترات مختلفة. كاراكاداي ؛ ينتشر في أراضي مقاطعات ديار بكر وشانلي أورفا وماردين.

## الجيولوجيا
بدأ البركان بالعمل في الميوسين العلوي وصب الحمم البركانية حتى 100000 سنة مضت. الضغط الرئيسي للصفيحة العربية على صفيحة الأناضول هو السبب الرئيسي لتكوين الطبقات. على الرغم من أن جزء الجبل المطل على ديار بكر رفيع، إلا أنه مناسب للزراعة لأنه يحتوي على تربة، وهو غير مناسب للزراعة عند المناطق الصخرية الأخرى، ويستخدم الجبل بشكل مكثف في الرعي.

## التسمية
كان يعرف أيضًا باسم «جبل ماسيا». وقد استخدم الاسم بدوره لإعطاء لقب أيريس الموجود على الجبل، مثل إيريس ماسيا.

## الأهمية البيولوجية
في 6 مارس 2006، أفادت دير شبيغل أن معهد ماكس بلانك لبحوث تربية النباتات في كولونيا  اكتشف أن الجد الشائع وراثيًا لـ 68 نوعًا معاصرًا من الحبوب لا يزال ينمو كنبات بري على منحدرات جبل كاراكا (كاراك اداغ). تشير النتائج بقوة إلى أن منحدرات كاراكا داغ قدمت الموقع لأول تدجين لقمح وحيد الحبة قبل حوالي 9000 سنة.
أهدى السلطان السلجوقي لسلطنة سلاجقة الروم، السلطان كيقباد الأول، منطقة كاراكا داغ إلى الغازي أرطغرل بعد قتاله شجاع في معركة ياسي جمن.

## المناخ
يمتاز المناخ في كراكاداغ بمناخ السهوب المحلي، حيث الصيف حار وجاف، أما الشتاء فهو بارد وممطر، يقع معظم هطول الأمطار في فصل الشتاء. نظام هطول الأمطار في البحر الأبيض المتوسط فعال، مع أكثر هطول للأمطار في الشتاء وأقلها في الصيف. حتى وقت قريب، كانت الغابات سائدة فيه، بينما بقيت اليوم فقط في مناطق منعزلة. أشجار البلوط، الميس، الزعرور، بطم تربنتيني، الأهلات، لا يمكن رؤية أنواع الأشجار بعد ارتفاع 1400 م. هناك تيارات تجف في الصيف في الاتجاه الشعاعي على كراكاداغ.